# Jorge López Caballero
Jorge López Caballero (Cali, Colombia, 15 de agosto de 1981) es un exfutbolista colombiano.

## Trayectoria
Debutó en el fútbol profesional en el año 1998 con el Deportivo Cali en donde ganó el Campeonato colombiano 1998, participó en la Copa Libertadores 1999 en la cual logró el subcampeonato frente al Palmeiras de Brasil.
En el año 2002 paso a hacer parte del club bogotano Millonarios Fútbol Club que recientemente había ganado la Copa Merconorte 2001 frente al Club Sport Emelec de Ecuador.
En ese mismo año fue llamado a jugar un amistoso de la Colombia frente a Venezuela.
En el año 2003 fue convocado para la Copa Confederaciones en donde marcó un gol frente a Nueva Zelanda en fase de grupos, más tarde fue llamado para disputar la Copa de Oro de la Concacaf 2003 en donde alcanzaron los cuartos de final.
También fue convocado para las Eliminatorias al Mundial 2006 en donde no consiguieron la clasificación.
En el año 2004 volvió al Deportivo Cali, en el año 2007 pasó al Boyacá Chicó y en el 2008 se retiró con el Maccabi Netanya de Israel con el cual participó en la Copa de la UEFA 2007-08.

## Selección nacional
Fue convocado por la selección colombiana por primera vez el 8 de agosto de 2002, para disputar un partido amistoso contra Venezuela. El partido terminó en un empate de 0-0 en donde debutó a los 80 minutos reemplazando a Giovanni Hernández. En el año 2003 fue llamado para jugar en la Copa FIFA Confederaciones 2003 en donde marcó un gol frente a Nueva Zelanda en fase de grupos y lograron la clasificación a segunda fase, fueron eliminados en semifinales contra Camerún en donde lamentablemente falleció el camerunés Marc-Vivien Foé. Después de la eliminación, lo volvieron a llamar para jugar la Copa de Oro de la Concacaf 2003 en donde llegaron a cuartos de final, siendo eliminados por Brasil.
Posteriormente, también fue convocado para los partidos de clasificación para el Mundial de 2006.

### Participaciones enCopa Confederaciones
| Torneo                    | Sede    | Resultado    | PJ | GA | Asis |
| ------------------------- | ------- | ------------ | -- | -- | ---- |
| Copa Confederaciones 2003 | Francia | Cuarto lugar | 5  | 1  | 0    |

### Participaciones enEliminatorias al Mundial
| Eliminatoria                           | Sede del Mundial | Posición      | Resultado | PJ | GA | Asis |
| -------------------------------------- | ---------------- | ------------- | --------- | -- | -- | ---- |
| Eliminatorias Mundial de Alemania 2006 | Alemania         | 6°lugar 24pts | Eliminado | 1  | 0  | 0    |

## Clubes
| Club            | País     | Año       |
| --------------- | -------- | --------- |
| Deportivo Cali  | Colombia | 1998-2002 |
| Millonarios     | Colombia | 2002-2004 |
| Deportivo Cali  | Colombia | 2004-2007 |
| Boyacá Chicó    | Colombia | 2007      |
| Maccabi Netanya | Israel   | 2008      |

## Palmarés
| Distinción                          | Año  |
| ----------------------------------- | ---- |
| Campeonato colombiano 1998          | 1998 |
| Torneo Finalización 2005 (Colombia) | 2005 |